# Харьковский судебный процесс над немецкими военными преступниками
Харьковский процесс — судебный процесс 15—18 декабря 1943 года в Харькове над немецко-фашистскими преступниками, принимавшими участие в военных преступлениях на территории Харькова и Харьковской области в период их оккупации. Первый из открытых советских судебных процессов над иностранными военными преступниками.
Первые судебные процессы в истории над немецкими военными преступниками и их пособниками провели советские военные трибуналы в 1943 году. 14—17 июля 1943 года в отношении советских коллаборационистов, принимавших участие в военных преступлениях на территории Краснодара и Краснодарского края, был проведён Краснодарский процесс.
Слушание в ходе харьковского процесса началось 15 декабря 1943 года в военном трибунале 4-го Украинского фронта. Судили трёх гитлеровцев: капитана Вильгельма Ландхельда, унтерштурмфюрера СС Ганса Рица, старшего ефрейтора немецкой тайной полевой полиции Рейнгарда Рецлава и советского коллаборациониста водителя «душегубки» М. П. Буланова, обвиняемых в массовом уничтожении жителей. 18 декабря 1943 года все обвиняемые были признаны виновными в совершении преступлений, предусмотренных частью первой Указа Президиума Верховного Совета СССР от 19 апреля 1943 года, и приговорены к смертной казни через повешение. На следующий день в присутствии более 40 тысяч харьковчан преступники были повешены на Благовещенском рынке, где ранее оккупанты сами проводили массовые казни.
Некоторые материалы первых советских трибуналов над немецкими военными преступниками и их пособниками были представлены на Нюрнбергском трибунале в качестве доказательств. Харьковский процесс создал юридический прецедент, закреплённый позже Нюрнбергским трибуналом: «Приказ не освобождает от ответственности за геноцид».

## Предыстория

### Немецкая оккупация Харькова
Немецкая оккупация Харькова продлилась с 24—25 октября 1941 года с перерывами до Дня освобождения города — 23 августа 1943 года. Многими исследователями указывается, что на момент оккупации население Харькова (с беженцами достигавшее 1,5 млн.) превышало население Киева, так что он являлся крупнейшим по населению из городов СССР, оккупированных Германией. Особую жестокость оккупантов по отношению к военнопленным и мирному населению определила среди других факторов система местной власти, организованная гитлеровцами в Харькове. В отличие от других захваченных украинских городов, в частности Киева, где власть была передана гражданским органам, в прифронтовом Харькове функционировали специальные органы военного управления. История нацистского правления в захваченном городе является свидетельством несостоятельности версии о так называемом «чистом» вермахте, солдаты которого, по некоторым утверждениям, лишь принимали участие в боях, но не причастны к преступлениям против мирного населения.
Ещё накануне захвата Харькова командующий 55-м армейским корпусом генерал Эрвин Фиров издал приказ о правилах поведения немецких солдат в отношении гражданского населения, в котором говорилось, что крайняя жесткость в обращении с местным населением является «необходимой и обязательной». Первые несколько дней город фактически был отдан на растерзание солдатам вермахта, которые вешали, расстреливали под видом борьбы с сопротивлением и саботажем, насиловали женщин, грабили. Уже в первые дни оккупации на балконах домов и телеграфных столбах вдоль центральных улиц города было повешено 116 горожан.
Террор и репрессии немецких властей против харьковчан в первую очередь были направлены против определённых групп населения (евреев, членов коммунистической партии, «азиатско-неполноценных», цыган, психически больных людей, инвалидов и др.) Многие люди были убиты в результате проведения политики взятия заложников, как мера устрашения действий советских подпольщиков. В декабре 1941 года евреи стали сгоняться на окраину города, в неприспособленные для большого количества людей бараки тракторного и станкостроительного заводов. В созданном гетто евреев морили голодом, заподозренных в малейшем нарушении режима немедленно расстреливали. В конце декабря население гетто принудительно доставили в Дробицкий яр, где все они были расстреляны. В январе 1942 года было уничтожено 12—15 тысяч харьковских евреев. С того же месяца оккупанты стали применять для умерщвления людей специальный автомобиль с герметичным кузовом — газваген, прозванный в народе «душегубкой». В такой грузовик загоняли до 50 человек, впоследствии погибавших в мучениях из-за отравления угарным или выхлопным газом. Про массовые факты применения газвагена советская сторона обвинения сообщала в ходе Нюрнбергского процесса. К местам массовых убийств и захоронений в Харькове относят: Дробицкий Яр, Лесопарк, лагеря военнопленных в Холодногорской тюрьме и районе ХТЗ (уничтоженное еврейское гетто), Салтовский посёлок (место расстрела пациентов Сабуровой дачи), клинический городок областной больницы по ул. Тринклера (место сожжения живьём нескольких сот раненых), двор гостиницы «Интернационал» (место массового расстрела заложников) и др.

### Регламентирование ответственности нацистских военных преступников
Вопрос о наказании виновников военных преступлений стал рассматриваться с начала Второй мировой войны, когда стали известны масштабы военных преступлений. В январе 1942 года 26 государств, принявших название «Объединённые Нации», во время проведения Первой Вашингтонской конференции, подписали декларацию, в которой обязались совместно бороться за свободу и независимость всех наций, за соблюдение человеческих прав и справедливости. Заявления о неотвратимости наказания за совершение военных преступлений неоднократно звучали от правительств стран-союзников по антигитлеровской коалиции, содержались в различных заявлениях, нотах и совместных декларациях. Особую роль в послевоенном устройстве сыграла принятая 30 октября 1943 года по результатам Московской конференции в ходе совещания министров иностранных дел стран-союзников по антигитлеровской коалиции Московская декларация. Она регулировала отношения сторон на конечном этапе Второй мировой войны и сразу по её окончании. Согласно «Декларации четырёх государств по вопросу о всеобщей безопасности», правительства СССР, США и Великобритании пришли к единому мнению о необходимости безоговорочной капитуляции Германии и прекращении военных действий со стороны её стран-сателлитов. Важным итогом конференции было принятие решения о полном разоружении германских войск, а также о суде над немецкими военными преступниками. В «Декларации об ответственности гитлеровцев за совершаемые зверства» указывалось, что на основании достоверных источников стало известно о «зверствах, убийствах и хладнокровных массовых казнях, которые совершаются гитлеровскими вооружёнными силами во многих странах, захваченных ими». В результате союзниками было решено:
В момент предоставления любого перемирия любому правительству, которое может быть создано в Германии, те германские офицеры и солдаты и члены нацистской партии, которые были ответственны за вышеупомянутые зверства, убийства и казни, или добровольно принимали в них участие, будут отосланы в страны, в которых были совершены их отвратительные действия, для того, чтобы они могли быть судимы и наказаны в соответствии с законами этих освобождённых стран и свободных правительств, которые будут там созданы.
Указом Президиума Верховного Совета СССР от 2 ноября 1942 года была образована Чрезвычайная государственная комиссия (ЧГК) по установлению и расследованию злодеяний немецко-фашистских захватчиков и их сообщников и причиненного ими ущерба гражданам, колхозам, общественным организациям, государственным предприятиям и учреждениям СССР. В республиках и областях были созданы соответствующие местные комиссии. Так, уже к началу 1944 года было создано 19 таких комиссий. На основании собранных ЧГК материалов уже в 1943 году были проведены суды над военными преступниками в Краснодаре и Харькове, а в 1945—1946 годах и в других городах СССР — Киеве, Минске, Риге, Ленинграде, Смоленске, Брянске, Великих Луках и др.
В процессуальном порядке массовое уничтожение граждан оккупированных территорий немецко-фашистскими преступниками и их пособниками впервые было официально зафиксировано в материалах ряда судебных процессов военных трибуналов над нацистскими преступниками и их пособниками. С целью создания необходимой правовой базы был принят Указ Президиума Верховного Совета СССР от 19 апреля 1943 года «О мерах наказания для немецко-фашистских злодеев, виновных в убийствах и истязаниях советского гражданского населения и пленных красноармейцев, для шпионов, изменников Родины из числа советских граждан и их пособников». Согласно этому нормативно-правовому акту устанавливалась ответственность для следующих категорий лиц:
- «немецких, итальянских, румынских, венгерских, финских фашистских злодеев, уличённых в совершении убийств и истязаний гражданского населения и пленных красноармейцев, а также шпионов и изменников родины из числа советских граждан» (пункт 1);
- «пособников из местного населения, уличённых в оказании содействия злодеям в совершении расправ и насилий над гражданским населением и пленными красноармейцами» (пункт 2).

Первоначально слушание дел в отношении указанных категорий лиц находились в ведении специально учреждённых в этих целях военно-полевых судов. Однако несколько позже право рассматривать дела о преступлениях, предусмотренных Указом от 19 апреля 1943 года, было передано военным трибуналам. Первым из ряда таких публичных процессов стал Краснодарский процесс, который прошёл 14—17 июля 1943 года в отношении советских коллаборационистов, принимавших участие в военных преступлениях на территории Краснодара и Краснодарского края, а вторым, но первым непосредственно над немецкими нацистскими преступниками, стал Харьковский военный трибунал.

## Подсудимые
Подсудимыми в совершении военных преступлений, в частности, уничтожении советских граждан, на основании обвинительного заключения, составленного 11 декабря 1943 года, стали захваченные в плен два немецких военнослужащих, немецкий полицейский чиновник и советский коллаборационист:
1. Рецлав Рейнгард, 1907 года рождения, уроженец города Берлин, образование среднее, чиновник германской тайной полевой полиции города Харькова, старший ефрейтор вспомогательной полиции. Являясь чиновником германской тайной полевой полиции в Харькове, вёл следствие по делам ряда советских граждан, вымогая у них показания путём истязаний и пыток и фальсифицируя в отношении их ложные обвинения. Составил заведомо вымышленные заключения, на основании которых 15 человек были расстреляны, а 10 умерщвлены посредством «душегубки». Неоднократно лично принимал участие в погрузке в газваген советских граждан, убив таким образом ещё до 40 человек. Сопровождая «душегубку» к месту разгрузки на территорию Харьковского тракторного завода, принимал непосредственное участие в сожжении трупов убитых[18].
2. Риц Ганс, 1919 года рождения, уроженец гор. Мариенвердер (в настоящее время Польша), немец, высшее юридическое образование, член национал-социалистской партии с 1937 года, заместитель командира роты СС, унтерштурмфюрер СС. Принимал участие в пытках и расстрелах мирных жителей. В июне 1943 года участвовал в массовом расстреле советских граждан в районе деревни Подворки Харьковской области. Участвовал в допросах арестованных зондеркомандой СД, во время которых лично избивал их шомполами и резиновыми палками, добиваясь путём истязаний получения от них заведомо вымышленных показаний об осуществляемой якобы ими антигерманской деятельности[18].
3. Лангхельд Вильгельм, 1891 года рождения, уроженец г. Франкфурт-на- Майне, немец, член национал-социалистской партии с 1933 года, офицер военной контрразведки германской армии, капитан. Являясь офицером военной контрразведки, принимал непосредственное участие в расстрелах и зверствах, чинимых над военнопленными и мирным населением. Допрашивал военнопленных, путём истязаний и провокаций добивался от них заведомо вымышленных показаний. Сфальсифицировал ряд дел против советских граждан, по которым было расстреляно до 100 человек[18].
4. Буланов Михаил Петрович, 1917 года рождения, уроженец станции Джанибек, Казахской ССР, русский, беспартийный, шофёр Харьковского отделения гестапо. Принимал участие в уничтожении советских граждан путём их удушения в «душегубке». Вывозил на расстрел мирных советских граждан. Принимал личное участие в расстреле группы детей в количестве 60 человек[18].

## Ход процесса
Слушание дела началось 15 декабря 1943 года в зале бывшего оперного театра на Рымарской, 21. Дело рассматривалось Военным Трибуналом 4-го Украинского фронта под председательством генерал-майора юстиции А. Н. Мясникова и при участии прокурора полковника юстиции Н. К. Дунаева. По назначению суда адвокатами обвиняемых выступили Н. В. Коммодов, С. К. Казначеев и И. П. Белов. Процесс был открыт для публики и прессы, среди представителей которой находились многочисленные зарубежные корреспонденты: Ральф Паркер от британской «The Times» и американской «The New York Times», Харш от радиовещательной компании «Колумбия», Шампенуа (Франция), Стивенс (США). Своих представителей командировали в Харьков влиятельные британские газеты «Санди экспресс» и «Дейли экспресс».
Ход процесса был отображён в документальном фильме Ильи Копалина «Суд идёт (О судебном процессе в г. Харькове)» (1943, ЦСК). Фотографировал и проводил съёмку военный корреспондент Андрей Лаптий, по словам которого суд представлял собой начало реализации возмездия: «Возмездие народа немецким фашистам за то, что они сотворили с нашей Родиной». На судебных заседаниях присутствовали известные советские писатели и публицисты Алексей Толстой («Правда»), Леонид Леонов («Известия»), Илья Эренбург и Константин Симонов («Красная звезда»), Павел Тычина и другие. По замечанию Эренбурга, в ходе этого процесса «совесть народов осудила не только трёх малозначительных хищников, но и всю фашистскую Германию». По его словам, день начала работы трибунала ознаменовался тем, что «мы перестали говорить о предстоящем суде над преступниками, мы начали их судить»:
Перед нами не солдаты, а палачи. Эсэсовец, капитан контрразведки, полицейский чиновник. Их судят гласно, по законам Советской Республики. Они могут защищаться. Каждое слово переводится с немецкого на русский или с русского на немецкий… Злодеяния подсудимых — не патология трёх садистов, не разгул трёх выродков. Это выполнение германского плана истребления и порабощения народов.
18 декабря прокурор Дунаев в своей обвинительной речи представил доказательства того, что нацистские зверства на оккупированных территориях представляют собой не случайные преступления отдельных исполнителей, а развёрнутую программу истребления народов, систему уничтожения населения на захваченных территориях СССР. Кроме непосредственных «немецких палачей» виновны в чудовищных преступлениях: «Гитлер, Геринг, Геббельс, Гиммлер и иже с ними — вот кто являются главными вдохновителями и организаторами массовых убийств и злодеяний, совершённых немцами на советской земле, в Харькове, Краснодаре и других городах». В ходе слушаний подсудимые полностью признали совершение ими преступлений в Харьковской области. По словам прокурора, вопрос ответственности подсудимых за содеянное ими является очевидным, а оправдания обвиняемых выполнением приказов являются несостоятельными: «На этом процессе, перед лицом всего мира ещё и ещё раз показана и доказана чудовищная вина всех подсудимых, как тех, которые уже сидят на скамье подсудимых, так и тех, кто ещё будет сидеть на ней». В ходе судебного процесса было установлено, что вместе с осуждёнными военные преступления совершали офицеры и солдаты дивизий СС «Адольф Гитлер» и «Мёртвая голова».

## Приговор
18 декабря 1943 года после обвинительной речи военного прокурора Н. К. Дунаева обвиняемые были признаны виновными в совершении преступлений, предусмотренных частью первой Указа Президиума Верховного Совета СССР от 19 апреля 1943 года. Военный трибунал приговорил всех четверых обвиняемых к смертной казни через повешение. Согласно обвинительному приговору, «в период временной оккупации города Харькова и Харьковской области немецко-фашистскими захватчиками расстреляно и повешено, заживо сожжено и удушено посредством окиси углерода свыше 30 000 мирных, ни в чем не повинных граждан, в том числе женщин, стариков и детей». Несмотря на то, что обвиняемые в силу своих должностей являлись малозначительными фигурами, но основные действующие лица, устроившие террор на Харьковщине, в ходе судебных слушаний были названы поименно, а их преступные приказы, повлёкшие немецко-фашистские зверства, зафиксированы в судебных материалах. 19 декабря приговорённые к казни были публично повешены на площади Благовещенского базара (перед центральным зданием рынка) в присутствии свыше сорока тысяч горожан.

## Значение и оценки
Харьковский процесс получил значительный резонанс не только в СССР, но и за рубежом. Посол США в СССР Аверелл Гарриман в донесении госдепартаменту отмечал, что судебный процесс недвусмысленно указывает на то, что советские власти будут настойчиво стремиться привлечь к ответственности руководителей Третьего рейха и верховное командование «за преступления и зверства, совершённые их именем и по их приказу». По его информации, американские журналисты, освещавшие ход процесса, были уверены в виновности осуждённых, удовлетворены соблюдением судом и обвинением процессуальных норм. Гарриман рекомендовал использовать этот судебный прецедент для проведения широкой разъяснительной работы направленной против военных преступников.
По мнению американского сенатора Клода Пеппера, Харьковский процесс является свидетельством того, что власти СССР предприняли меры, показывающие неотвратимость наказания для нацистских преступников: «Три нациста и один предатель уже судимы и казнены на месте, где они совершали свои преступления». Редактор журнала Американской ассоциации по внешней политике (англ. Foreign Policy Bulletin), публицистка Вера М. Дин (англ. V. M. Dean) отмечала, что целью процесса было не только наказать нескольких преступников, но и получить от них факты для обвинения настоящих вдохновителей военных преступлений — Адольфа Гитлера, Генриха Гиммлера, Альфреда Розенберга и других. Один из комментаторов американской радиокомпании «Колумбия» охарактеризовал процесс как первый настоящий суд над военными преступниками во всей истории.
Многие правоведы и общественные деятели стран, входящих в Объединённые Нации, высоко оценивали насущность проведённых судебных процессов в СССР над немецкими военными преступниками, публичный характер судебного процесса, соблюдение правовых норм и справедливость обвинительных приговоров. В частности, чешский юрист и дипломат Вацлав Бенеш (чеш. Vaclav Benes), отнёс к положительной стороне Харьковского процесса то, что в его ходе были предприняты конкретные меры по осуждению и наказанию нацистских преступников. Таким образом вопрос ответственности гитлеровских преступников покинул сугубо теоретическую сферу, доказав, что его решение является острой, неотложной необходимостью: «Кроме того, харьковский процесс продемонстрировал миру, что наказание военных преступников может быть успешно осуществлено в хорошо организованном обществе и в то же время могут быть соблюдены все необходимые гарантии материального и процессуального права».
Справедливость и обоснованность приговора признавал и известный американский юрист и криминолог Шелдон Глюк.
Дореволюционный и советский юрист Арон Трайнин в книге 1944 года так оценил правовой итог Харьковского процесса:

Харьковский процесс над германскими преступниками, прошедший в декабре 1943 г., послужил поводом для постановки двух специальных вопросов, связанный с уголовной ответственностью гитлеровцев: вопроса об уголовной ответственности военнопленных и вопроса о значении приказа.
Советский и российский историк Наталья Лебедева особо подчёркивает роль Харьковского судебного процесса как первого юридического прецедента по обвинению и наказанию нацистских военных преступников. По её наблюдению, эти судебные слушания представляют собой практическую реализацию деклараций союзников о привлечении к ответственности военных преступников. Трибунал усиливал необратимость правительственных заявлений в этой сфере, а также оказывал публичное давление на руководство стран-союзников, вызывая невозможность отказа от осуществления соответствующих юридических процессов: «Именно здесь впервые со всей определенностью было заявлено, что ссылка на приказ начальника не освобождает от ответственности за совершение военных преступлений».
В 2000 году на здании бывшего оперного театра (ул. Рымарская, 21), в котором проходил судебный процесс над гитлеровскими военными преступниками и их пособником, была установлена мемориальная доска.

## В культуре
В 1943 году о Харьковском судебном процессе был снят документальный фильм «Суд идет» (режиссер Илья Копалин). В 2023 году в Волжском была представлена сценическая реконструкция (совместный творческий проект Центра культура и искусства «Октябрь» и Волжского филиала Международного юридического института) под названием «Реквием 1942…02.09. Суд. Высший», посвященная Харьковскому судебному процессу